# Carina Ari-medaljen
Carina Ari-medaljen är en hedersutmärkelse som delas ut av Carina Ari-stiftelserna för insatser inom svensk danskonst, till minne av Carina Ari. Medaljen är skulpterad av henne själv och föreställer henne i en pose ur egen koreografi. Frånsidan bär texten "För den svenska danskonstens hedrande". Den har delats ut sedan 1961.

## Medaljörer
- 1961 – Birgit Cullberg
- 1962 – Birgit Åkesson, Elsa-Marianne von Rosen och Ivo Cramér
- 1963 – Björn Holmgren och Ellen Rasch
- 1964 – Mariane Orlando och Teddy Rhodin
- 1965 – Molly Åsbrink-Bergengren
- 1966 – Bengt Häger
- 1967 – Anne-Marie Lagerborg och Gerd Andersson
- 1968 – Albert Kozlovsky, Lilavati Devi och Nina Kozlovsky
- 1969 – Astrid Strüwer, Conny Borg, Margot Fonteyn och Niklas Ek
- 1970 – Erik Bruhn och Roland Pålsson
- 1972 – Mary Skeaping och Frederic Ashton
- 1973 – Antony Tudor och Kurt Jooss
- 1974 – Henry Sjöberg och Serge Lifar
- 1975 – Flemming Flindt och Svend Kragh-Jacobsen
- 1976 – Anna Greta Ståhle, Lulli Svedin och Maurice Béjart
- 1977 – Verner Klavsen
- 1978 – Olga Lepesjinskaja, Prinsessan Christina, fru Magnuson och Ulf Gadd
- 1980 – Giuseppe Carbone och Holger Rosenqvist
- 1981 – Jens Graff
- 1982 – Gösta Svalberg och Mats Ek
- 1983 – Jiri Kylian
- 1984 – Anneli Alhanko, Gunilla Roempke och Martha Graham
- 1985 – Erik Näslund, Lilian Karina och Per Arthur Segerström
- 1986 – Bertil Hagman
- 1987 – Ana Laguna
- 1988 – Regina Beck-Friis
- 1989 – Istvàn Kisch och John Lanchbery
- 1990 – Nils-Åke Häggbom
- 1991 – Måns Reuterswärd
- 1992 – Margaretha Åsberg
- 1993 – Johanna Björnson och John Neumeier
- 1994 – Jonas Kåge
- 1995 – Donya Feuer och Enar Merkel Rydberg
- 1996 – Pär Isberg
- 1997 – Jan Zetterberg, Jan-Erik Wikström och Marie Lindqvist
- 1998 – Göran Svalberg, Madeleine Onne, Pina Bausch, Vladimir Vasiliev och Yvan Auzely
- 1999 – Frank Andersen
- 2001 – Merce Cunningham
- 2002 – Hans Nilsson och Virpi Pahkinen
- 2003 – Kenneth Kvarnström
- 2004 – Lesley Leslie-Spinks
- 2005 – Anders Hellström
- 2006 – Natalia Makarova
- 2007 – Lena Wennergren Juras
- 2008 – Marina Grut
- 2009 – Michail Barysjnikov
- 2010 – Nathalie Ruiz
- 2011 – Anders Jörlén
- 2013 – Johan Inger
- 2014 – William Forsythe
- 2015 – Nadja Sellrup och Karl Dyall
- 2016 - Ohad Naharin[2]
- 2017 - Ingen utdelning
- 2018 - Roine Söderlundh[3]
- 2019 - Marie-Louise Ekman och Charlotta Öfverholm[4]
- 2020 – ingen utdelning
- 2021 – Fredrik Rydman[5]
- 2022 – Alexander Ekman
- 2023 – Marie Larsson Sturdy